# Southill Strict Baptist Chapel
De Southill Strict Baptist Chapel is een kapel aan de High Street in het Britse dorp Southill, Central Bedfordshire. De kapel is in gebruik bij de Strict Baptists, een klein kerkverband in Engeland. De kapel is gebouwd in 1805.  
De gemeente is gesticht in 1693 door volgelingen van de in 1688 overleden John Bunyan. De bekendste predikant die in deze gemeente heeft gestaan is John Warburton. Tijdens de census van 1851 worden als bezoekersaantallen opgegeven 300 in de morgen en 500 in de middag. Er waren 100 zondagschoolbezoekers. Tegenwoordig liggen de bezoekersaantallen lager. De naastliggende woning is altijd als pastorie in gebruik geweest.